# Sizwe Ndlovu
Sizwe Lawrence Ndlovu (ur. 24 września 1980 w Johannesburgu) – południowoafrykański wioślarz, mistrz olimpijski.

## Osiągnięcia
- Mistrzostwa Świata Juniorów – Płowdiw 1999 – czwórka podwójna – 11. miejsce[2].
- Mistrzostwa Świata – Mediolan 2003 – czwórka bez sternika wagi lekkiej – 17. miejsce[2]
- Mistrzostwa Świata – Gifu 2005 – czwórka bez sternika wagi lekkiej – 7. miejsce[2]
- Mistrzostwa Świata – Eton 2006 – czwórka bez sternika wagi lekkiej – 12. miejsce[2]
- Mistrzostwa Świata – Poznań 2009 – jedynka wagi lekkiej – 9. miejsce[2].
- Igrzyska Olimpijskie – Londyn 2012 – czwórka bez sternika wagi lekkiej – 1. miejsce.